# Торфаван
Торфаван (арм. Տորֆավան) — село в Армении в марзе Гегаркуник, район Варденис.

## География
Село расположено в 170 км к востоку от Еревана, в 75 км к юго-востоку от областного центра — города Гавара, в 2,5 км к северу от Вардениса, в 4 км от юго-восточного берега озера Севан, в 100 метрах севернее через дорогу от Хачахпюра.

## История
Прежние названия села: до 1995 года — Ганлы.
В начале XIX века после вхождения Восточной Армении в состав Российской империи село Шишкая вошло в состав Гегчайского округа Эреванской провинции Армянской области. В начале XX века жители селения в ходе армяно-турецко-азербайджанского конфликта были вынуждены его покинуть. Однако в 20-е годы XX века, после урегулирования конфликта, советская власть снова заселяют эти места азербайджанцами.
Карабахский военный конфликт, начавшийся в 1988 году, привёл к этническим противостояниям в регионе. Азербайджанское население вынуждено было оставить населённые пункты вокруг города Вардениса.

## Население
До 1988 года, то есть до начала конфликта в Карабахе, жителями селения были азербайджанцы, затем в национальном составе села стали преобладать армяне. За последние 28 лет численность населения значительно сократилась. Среди жителей преобладают люди пенсионного возраста, как по всему региону, так как молодежь покидает родные места в связи с отсутствием рабочих мест и инфраструктуры.
Численность населения — 2178 человек на 1 декабря 1988, 459 человека на 1 января 2012

## Экономика
В советское время в селе было развито сельское хозяйство, в основном животноводство и выращивание табака. В XXI веке экономическая деятельность населения ограничивается ведением натурального хозяйства.

## Достопримечательности
Недалеко от села есть месторождения торфа, который эффективно применяется в сельском хозяйстве не только в бассейне озера Севан, но и других марзах Армении.